# Mohamad Orungi
Mohamad Orungi est un boxeur kényan né le 26 novembre 1962.

## Carrière
Mohamad Orungi est médaillé d'or aux Jeux africains de Nairobi en 1987, s'imposant en finale de la catégorie des poids super-welters contre le Nigérian Martin Nougle.
Aux Jeux olympiques d'été de 1988 à Séoul, il est éliminé au deuxième tour dans la catégorie des poids super-welters par l'Angolais Apolinário de Silveira.